# Maricha Kroeske
Maricha Kroeske (Hilversum, 2 november 1978) is een Nederlandse radioproducer.
Kroeske is de oudste dochter van Sieb Kroeske en Marijke van Giffen en ging al in haar kinderjaren mee naar uitzendingen van radio Veronica. Tijdens haar studie liep ze stage bij Radio 192 en in 2003 ging ze aan de slag als producer bij BNN voor de programma's Ruuddewild.nl, Wout! en Alle 40 Goed op Radio 2 en 3FM. Sinds 2006 is zij de producer van het radioprogramma MetMichiel van Michiel Veenstra bij de NPS.

## Trivia
- Kroeske won in 2008 in de categorie 'Beste Producer/Backstage Bitch' de Radiobitch Award, een prijs voor vrouwelijke radiomakers.